# Grote Melmweg 33
Grote Melmweg 33 is een gemeentelijk monument op de Grote Melm in Soest in de provincie Utrecht.
De bepleisterde boerderij staat aan het eind van de Grote Melmweg, bij de plek van het voormalige pontveer. Dit pontveer ligt nu bij nummer 2a aan de wal. Destijds hing een noodklok aan de gevel, de reddingsboei hangt nog steeds aan de rechter gevel. De langhuisboerderij is gericht op de Eem. De oorsprong van de boerderij ligt in de achttiende eeuw, maar rond 1875 vond een grondige verbouwing plaats.
Het achterhuis is van het type middenlangdeel. Aan de linkerzijde is het achterhuis breder. Het voorhuis heeft een rieten zadeldak. Aan de voorgevel en de zijgevel zijn luiken naast de vensters aangebracht. Boven de baander in de achtergevel is een topvenster gemaakt.